# Депопуляция в Китае

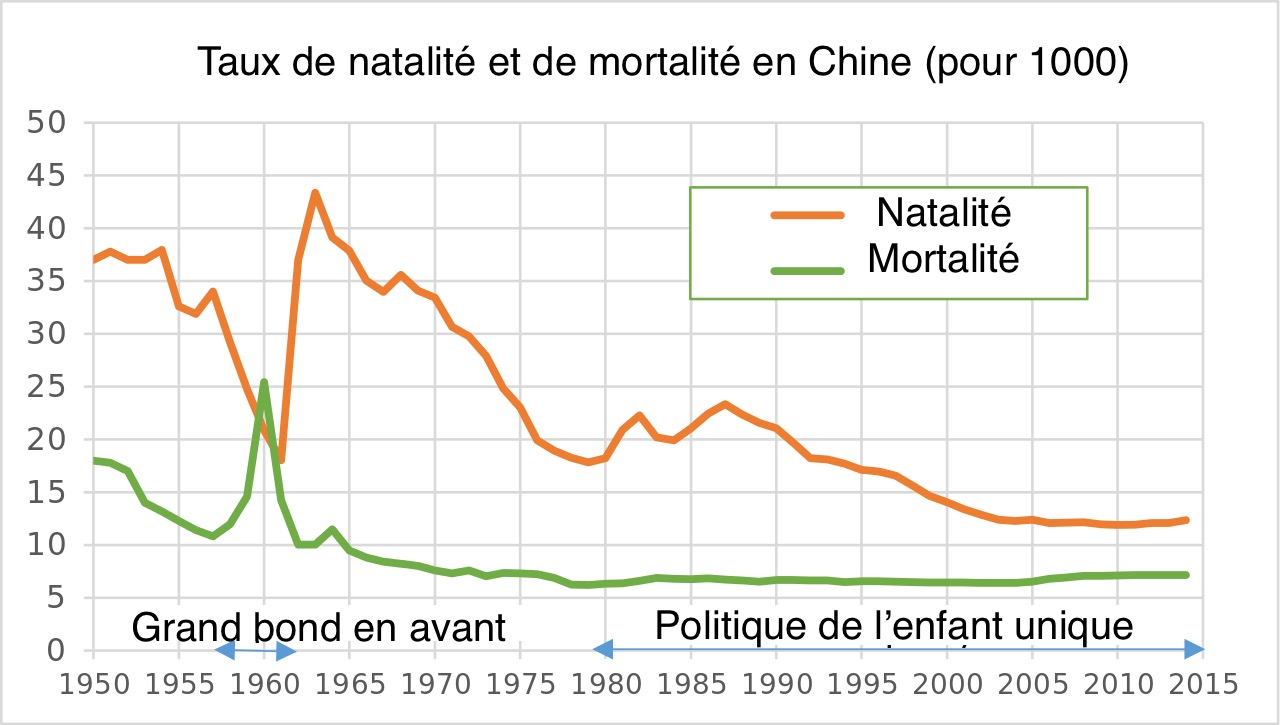

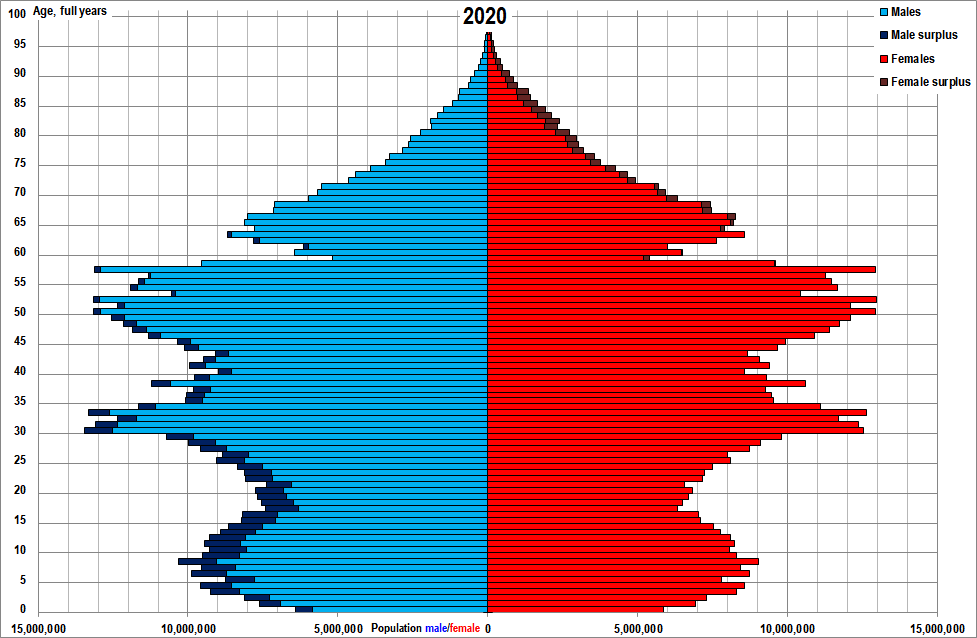

Депопуляция в Китае  — событие которое произошло в 2022 году, в демографических показателях Китая начала проявляться одна из черт, свойственных некоторым развитым странам. По данным Национального бюро статистики КНР, за год численность населения сократилась на 850 000 человек и теперь составляет 1,41175 млрд человек.

## История
В 1979 году ввели реформу: Политика одного ребёнка на одну семью (или «одна семья — один ребёнок») — демографическая политика Китая, проводившаяся в 1979—2015 годах. Китай законодательно ограничил размер семьи в 1970-е годы, когда на государственном уровне было признано, что огромное количество людей перегружает земельные, водные и энергетические ресурсы страны. К 2000-м годам среднее количество детей, рождённых одной женщиной в течение жизни, в Китае снизилось с 6 до 1,6. После введения этой политики начиная с 1990x рост населения Китая стал стремительно падать, из 1,4 % в год уже в 2000x рост уменьшился до 0,6 %.
Источник:.Одна семья один ребёнок

### Попытка Власти Китая остановить падение
В 2016 году китайское правительство официально разрешило всем парам иметь двоих детей, а местные власти начали все чаще закрывать глаза на «несанкционированное» рождение третьих. Беби-бума, однако, не случилось — напротив, рождаемость начала падать (в 2020 году — на 15 %). В марте этого года эксперты из Центрального банка Китая опубликовали доклад, в котором призвали отменить действующие ограничения рождаемости — иначе целей, обозначенных в плане по социалистической модернизации к 2035 году, достичь не удастся.

### Влияние COVID 19 на демографию
В нелучшее время для демографии в Китае, а именно в конце 2019 года, в Китае появились первые случаи заболевания Covid 19, известно что за всё время официально погибло из за Covid 19 в Китае 119,000 чел.

## Статистика
Впервые за 60 лет численность населения Китая уменьшалось, слухи об предстоящему уменьшении численности Китая шли ещё давно, однако многие эксперты считали что Китай начнет терять население к 2040 году, однако начиная с 2020 года рождаемость в Китае стала уменьшаться огромными темпами, так с 14,650,000 в 2019 году численность рождённых детей уменьшилось до 9,560,000 в 2022 году. Причинами такого падения являются
- Пандемия Коронавируса
- Демографический переход
- Желание самого население Китая не рожать[4]
- Дисбаланс мужского населения и женского
- Одна семья — один ребёнок

Население Китая по итогам 2022 года сократилось впервые за 60 лет, следует из данных Национального бюро статистики. Количество китайцев упало на 850 000 человек и составляет 1,4118 миллиарда. Рождаемость достигла самого низкого уровня за всю историю наблюдений — 6,77 на 1000 человек по сравнению с 7,52 в прошлом году.

## Прогнозы
Прогноз ООН на население Китая таков:
- 2030: 1,415,605,906 чел.
- 2050: 1,312,636,325 чел.
- 2070: 1,085,287,617 чел.
- 2100: 766,673,270 чел.